# Huevo lirios del valle
El "huevo lirios del valle" es un huevo de joyería, uno de los cincuenta y dos huevos de Pascua imperiales hechos por Carl Faberge para la familia imperial rusa .

## Diseño
Es de estilo modernista. Presenta esmalte rosa translúcido con una superficie guilloché, descansando sobre un soporte dorado con cuatro patas cabriolé de hojas de oro verde con gotas de rocío de diamantes talla rosa. Los lirios del valle están unidos al huevo y tienen hojas verdes esmaltadas y flores de oro engastadas con rubíes, perlas y diamantes.

## Sorpresa
Al presionar las perlas laterales, salen tres medallones unidos de la parte superior. El medallón superior representa a Nicolás II con uniforme militar. En el medallón de la izquierda hay un retrato de la Gran Duquesa Olga, a la derecha, Tatiana. El medallón superior está coronado por una corona imperial adornada con una dispersión de diamantes y un rubí en forma de cabujón.

## Historia
Fue hecho como regalo de Pascua a la última emperatriz rusa Alejandra Fiodorovna, esposa de Nicolás II en 1898.
Vendido a Emmanuel Snowman en 1927, entre 1935 y 1948 perteneció a Charles Parsons, y luego volvió a Emmanuel Snowman.
Desde 1978 a 2004 estuvo en la colección Forbes, Nueva York.
En 2004 en la subasta de Sotheby's en Nueva York, fue adquirida por Víktor Vekselberg. Actualmente se encuentra en exhibición permanente en el Museo Faberge en San Petersburgo, ubicado en el Palacio Naryshkin-Shuvalov.